# گوستاو ناختیگال
گوستاو ناختیگال (انگلیسی: Gustav Nachtigal؛ ۲۳ فوریهٔ ۱۸۳۴ – ۲۰ آوریل ۱۸۸۵) یک آفریقای غربی، کنسولگری، و امپراتوری آلمان اهل آلمان بود.

## زندگی نامه
gustav Nachtigal ، پسر یک لوتران پاستور ، در Eichstedt در استان زاکسن-آنهالت پروس متولد شد.  وی پس از تحصیل پزشکی در دانشگاه های هاله ، وورتسبورگاند گریفسوالد ، چندین سال به عنوان جراح نظامی تمرین کرد. وی در کلن آلمان کار می کرد.  ناچتیگال به یک بیماری ریوی مبتلا شد و در اکتبر 1862 به آنابا در الجزایر نقل مکان کرد. وی همچنین به تونس در شمال آفریقا رفت و به عنوان جراح در چندین سفر به آفریقای مرکزی شرکت کرد. این در تونس بود که او یاد گرفت عربی صحبت کند. 
او به آلمان بازگشت و با فردریش گرهارد رولفس ملاقات کرد. روفل از او خواست که به امپراتوری بورنو برود. سپس وی توسط ویلهلم اول پروس مأموریت یافت تا هدایایی را به عمر بورنو ، شیخ امپراتوری بورنو ، به رسمیت شناختن مهربانی که به مسافران آلمانی ، مانند هاینریش بارت ، نشان داده ، حمل کند.  وی در سال 1869 از طرابلس عثمانی راهی شد و پس از دو سال سفر در انجام مأموریت خود موفق شد. در این دوره وی از تیبستی و بورکو ، مناطقی از صحرای مرکزی که قبلاً برای اروپاییان شناخته نشده بود ، بازدید کرد. او با هشت شتر و شش مرد سفر كردبود.
او از بورنو به باگویرمی ، ایالتی مستقل در جنوب شرقی بورنو سفر کرد. از آنجا به وادای (پادشاهی قدرتمند مسلمان در شمال شرقی باگورمی) و کردوفان (استان سابق سودان مرکزی) راه یافت. ناچتیگال در زمستان 1874 پس از آنکه از دست داد ، از ساحل در خارطوم (آن زمان پاسگاه مصر ، امروز پایتخت سودان) بیرون آمد. سفر او ، که در صحرا و سودان شرح داده شد ، او را در رتبه برتر کاشفان قرار داد. او مدال طلای بنیانگذار انجمن جغرافیایی سلطنتی را به او اهدا کردند. 
پس از تأسیس یک کشور تحت الحمایه بر فراز تونس ، ناچتیگال به عنوان سرکنسول امپراتوری آلمان فرستاده شد و تا سال 1884 در آنجا ماند. پس از آن توسط اتو فون بیسمارک ، صدراعظم ، به عنوان کمیسر ویژه آفریقای غربی منصوب شد. منافع تجاری محلی آلمان در آن منطقه شروع به حمایت از امپراتوری آلمان پس از دستیابی به املاك عظیم در آفریقای غربی كردند. بنابراین وظیفه ناچتیگال پذیرفتن املاک و مستغلات از طرف آلمان قبل از اینکه انگلیس بتواند منافع خود را پیش ببرد - و توگوولند و کامرون اولین دارایی استعماری آلمان شدند. در سفر بازگشت وی در 20 آوریل 1885 در دریا با کشتی تفنگدار Möwe در کنار کیپ پالماس درگذشت و در ابتدا در گراند باسام مورد آزار و اذیت قرار گرفت. در سال 1888 بقایای Nachtigal نبش قبر شد و در یک قبر تشریفاتی در Duala روبروی ساختمان دولت استعماری Kamerun دفن شد.